# Наречена не може чекати
«Наречена не може чекати» («Anselmo ha fretta») — італійська кінокомедія 1949 року, знята режисером Джанні Франчоліні, з Джино Черві і Джиною Лолобриджидою в головних ролях.

## Сюжет
Ансельмо, власник невеликої фірми в Римі, збирається одружитися з дочкою багатого фермера, але по дорозі до нареченої він рятує від самогубства вагітну жінку і залишає її під опікою черниць у монастирі. Ансельмо на три години спізнюється на вінчання і коли просить кузена нареченої знайти акушерку, спалахує скандал. Коли він розповідає про те, що сталося в дорозі, наречена та її родичі не вірять йому і вважають, що Ансельмо ошуканець і боягуз…

## У ролях
- Джино Черві — Ансельмо
- Джина Лоллобриджида — Доната
- Оділь Версуа — Марія
- Джакомо Фуріа — Джованні
- Нандо Бруно — Вентурі
- Аве Нінкі — Евіліна
- Ада Коланджелі — сестра Целестіні
- Джанні Баньїно — начальник станції
- Маріо Меніконі — епізод
- Козетта Греко — молода черниця
- Леопольдо Валентіні — епізод
- Ернесто Альміранте — епізод
- Адріано Амброджі — доктор
- Андреа Де Піно — епізод

## Знімальна група
- Режисер — Джанні Франчоліні
- Сценаристи — Антоніо П'єтранджелі, П'єро Телліні
- Оператор — Карло Монтуорі
- Композитор — Роман Влад
- Художник — Енріко Ч'ямпі
- Продюсер — Баччо Бандіні